# Rica Peralejo
Regina Carla Bautista Peralejo, mais conhecida como Rica Peralejo (Filipinas, 7 de março de 1981) é uma atriz, cantora, comediante e apresentadora filipina.

## Créditos

### Cinema
- Caregiver (2008)
- Tiyanaks (2007)
- Matakot Ka Sa Karma (2006)
- Kutob (2005)
- Dilim (2005)
- Hari Ng Sablay (movie) (2005)
- Spirit Of The Glass (2004)
- Malikmata (2003)
- Hibla (2002)
- Tatarin (2001)
- Dos Ekis (2001)
- Banyo Queen (2001)
- Buhay Kamao (2001)
- Sa Huling Paghihintay (2001)
- Balahibong Pusa (2001)
- Ex-Con (2000)
- Gimik: The Reunion (1999)
- Mula Sa Puso: The Movie (1999)
- It's Cool Bulol (1998)
- Silaw (1998)
- T.G.I.S.: The Movie (1997)
- Where The Girls Are (1996)
- Takot Ka Ba Sa Dilim (1996)

### Programas de Televisão
- Pangarap na Bituin (2007)
- Umagang Kay Ganda (2007)
- Sineserye Presents: Palimos ng Pag-ibig (2007)
- MTV Pilipinas Music Video Awards 2006 (2006)
- Komiks
- Sa Piling Mo (2006)
- Bea's Wildest Dreams at 18: Birthday TV Special (2005)
- 30th Metro Manila Film Festival-Philippines 2004 Awards Night (2005)
- Showbiz No. 1 (2004)
- Dolphy: A Diamond Life (2003)
- OK Fine Whatever (2003)
- Kay Tagal Kang Hinintay (2002)
- Hati-hating Kapatid (2000)
- Mula Sa Puso (1997)
- Gimik (1996)
- Growing Up (1996)
- T.G.I.S. (1995)
- ASAP (1997)
- Ang TV (1992)

### Vídeos
- Understatement: The Bench Underwear and Denim Fashion Show (2004)
- Sex in Philippine Cinema (2004)

### Discografia
- Bollywood Fever (2006)
- Sa Huling Paghihintay (2000)
- Ikaw Pa Rin At Ako (1999)
- Fallin' (1996)